# Mühlenbergs schildpad
Mühlenbergs schildpad (Glyptemys muhlenbergii) is een schildpad uit de familie moerasschildpadden (Emydidae). De soort behoorde lange tijd tot het geslacht Clemmys. De soort werd voor het eerst wetenschappelijk beschreven door Johann David Schoepff in 1801. Oorspronkelijk werd de wetenschappelijke naam Testudo muhlenbergi gebruikt.

## Uiterlijke kenmerken
De schildpad blijft met een maximale rugschildlengte van ongeveer 11 centimeter klein, de kleur van het schild is lichtbruin tot zwart. Op iedere hoornplaat is een lichtere vlek op het midden aanwezig. Het schild is langwerpig van vorm, heeft een ruwe structuur en een kiel op het midden. De soort is te herkennen aan een heldere gele vlek aan de zijkant van de kop. Mannetjes zijn van vrouwtjes te onderscheiden door een langere en dikkere staart, een ondiepe kuil in het buikschild en dikkere klauwen aan de voorpoten.

## Algemeen
Muhlenbergs schildpad is endemisch in de Verenigde Staten en komt voor in het oosten van het land tot een hoogte van 1200 meter boven zeeniveau. Het gefragmenteerde leefgebied duidt op een achteruitgang van de verspreiding van de schildpad, het is een van de 25 meest bedreigde schildpadden ter wereld. De habitat bestaat uit heldere, langzaam stromende wateren in vochtige omgevingen zoals moerassen.
Het voedsel bestaat voornamelijk uit insecten en bessen, ook kikkers, salamanders, slakken en andere dieren en planten worden gegeten.